# Sphinx-Gletscher
Der Sphinx-Gletscher (polnisch Lodowiec Sfinksa) ist ein Gletscher auf King George Island im Archipel der Südlichen Shetlandinseln. Er fließt zwischen dem Baranowski-Gletscher und dem Ecology Glacier in östlicher Richtung zur Admiralty Bay.
Polnische Wissenschaftler benannten ihn 1980 in Anlehnung an die Benennung des benachbarten Sphinx Hill.